# El Casuc
El Casuc és una masia del terme municipal de Castellterçol, al Moianès.
Està situada en el sector central del terme, a migdia de la vila de Castellterçol i a ponent de la carretera C-59, molt a prop d'aquesta carretera.